# Alphons Albertin
Alphons Albertin (* 1736; † 1790) war ein deutscher Benediktinermönch, Kirchenmusiker und Komponist.
Er wirkte als Chorregent und Komponist im Kloster Petershausen.
Sein wichtigstes überliefertes Werk ist eine Sonate für 4 Orgeln und Instrumente zum Osterfest. Neben den konzertierenden Orgeln wirken je vier Hörner, Trompeten und Pauken mit.
Das Werk ist auf der CD Festliche Musik aus Südwestdeutschen Benediktinerklöstern des Labels Ars Musici erschienen.
Aufführung
15. September 2005: Internationales Beethovenfest Bonn, Deutschland:
Rendezvous Royal: Eine Nacht der Könige: Otto Sauter (Piccolotrompete), Allen Vizzutti (Trompete), James Thompson (Trompete), Kenij Tamiya (Trompete), Franz Wagnermeyer (Trompete), Markus Karas (Orgel), Stefan Schmidt (Orgel), Christian Schmitt (Orgel), Michael Schönheit (Orgel), Bonn, Münster-Basilika.
20. Juni 2015: Landsberger Konzerte, Landsberg am Lech, Deutschland:
Roman Perucki, Jürgen Geiger, Roberto Marini, Burkhard Ascherl, Orgel
Otto Sauter, Armando Cedillo, Franz Wagnermeyer, Marek Zvolanek, Trompete;
Luca Benucci, Dale Clevenger, Stefan de Leval Jezierski, David Bonet Piris, Horn;
Lukasz Dlugosz, Flöte
Bernhard Siegel, Pauke
Leitung: Johannes Skudlik
23. August 2015: Philharmonie Danzig, Polen:
Roman Perucki, Johannes Skudlik, Orgel
Otto Sauter, Armando Cedillo, Franz Wagnermeyer, Sebastian Gíl, Trompete;
Luca Benucci, Stefan de Leval Jezierski, David Bonet Piris, Alexander Afanasiev Horn;
Lukasz Dlugosz, Flöte
Leitung: Enjott Schneider